# Gran Premio de Piriápolis

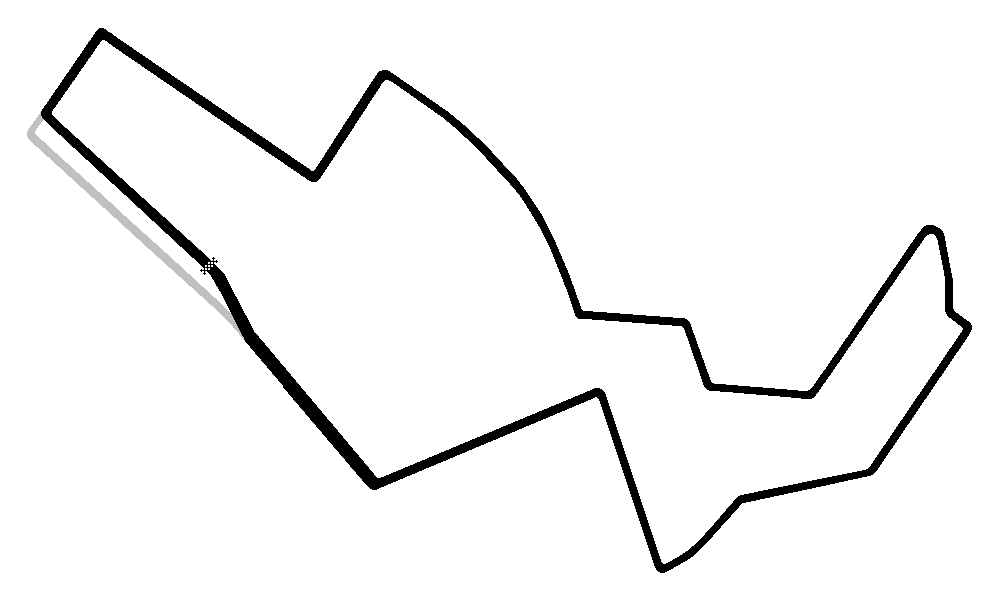
Mapa del circuito callejero de Piriápolis.

El Gran Premio de Piriápolis fue una carrera de automovilismo de velocidad que se disputó en el balneario de Piriápolis, Uruguay desde el año 1994 hasta el 2012. La competencia se ha disputado de manera interrumpida, generalmente en el mes de octubre o noviembre. Además de albergar fechas de los Campeonatos Nacionales de Pista de la Asociación Uruguaya de Volantes, esta carrera fue fecha puntuable de la Fórmula 3 Sudamericana desde sus inicios hasta 2001, y luego nuevamente en 2009 y 2010.
El Circuito urbano de carreras que se utiliza para la carrera está situado sobre la rambla y tiene 2.500 metros de extensión; desde 2011 se denomina oficialmente Circuito Asdrúbal Fontes Bayardo, en honor al piloto fernandino. Debido a la ausencia de escapes en gran parte del recorrido y a sus curvas extremadamente cerradas, muchas de ellas separadas entre sí por menos de cuadra, es sumamente exigente con los pilotos y automóviles. Por ejemplo, la vuelta más rápida realizada por la Fórmula 3 Sudamericana en 2009 fue de 1:22.545 a un promedio de 109 km/h. En comparación, la Fórmula 3 Euroseries obtuvo en 2005 promedios de velocidad superiores a los 135 km/h en los reconocidamente tortuosos callejeros de Mónaco y Pau.

## Ganadores

### Monoplazas
| Año  | Fecha                | Categorías                                     | Categorías          | Categorías           | Categorías           | Fuente                      |
| ---- | -------------------- | ---------------------------------------------- | ------------------- | -------------------- | -------------------- | --------------------------- |
| 1994 | 20 de marzo          | F3 Sudamericana                                | Fórmula Vee         | Fórmula 2            | Fórmula 4            | [cita requerida]            |
| 1994 | 20 de marzo          | Gabriel Furlán                                 | ¿?                  | ¿?                   | ¿?                   | [cita requerida]            |
| 1994 | 20 de noviembre      | Gabriel Furlán                                 | ¿?                  | ¿?                   | ¿?                   | [cita requerida]            |
| 1996 | 20 de noviembre      | Gabriel Furlán                                 | Daniel de Luca      | Oscar Boné           | Martín Cánepa        | [cita requerida]            |
| 1997 | 19 de octubre        | F3 Sudamericana                                | Fórmula Vee         | Fórmula 2            | Fórmula 4            | [cita requerida]            |
| 1997 | 19 de octubre        | Juliano Moro                                   | ¿?                  | ¿?                   | ¿?                   | [cita requerida]            |
| 1998 | 26 de octubre        | Jaime Melo Jr.                                 | ¿?                  | ¿?                   | ¿?                   | [ 5 ]                       |
| 1999 | 9 y 10 de octubre    | Jaime Melo Jr. (ambas)                         | -                   | ¿?                   | ¿?                   | [ 6 ] [ 7 ]                 |
| 2000 | 7 y 8 de octubre     | Thiago Medeiros (1) João Paulo de Oliveira (2) | -                   | Dante Sánchez        | Juan José Botta      | [ 8 ] [ 9 ]                 |
| 2001 | 7 de octubre         | Thiago Medeiros                                | Federico Lamas      | Diego Inzaurraga     | Ignacio Moreira      | [ 10 ] [ 11 ]               |
| 2002 | 3 de noviembre       |                                                | Fórmula Vee         | Fórmula 2000         | Fórmula 2000         | [ 12 ] [ 13 ]               |
| 2002 | 3 de noviembre       | -                                              | José Bonín          | Juan José Botta      | Juan José Botta      | [ 12 ] [ 13 ]               |
| 2003 | 4 de mayo            | -                                              | Fernando Cabeda     | José Pedro Passadore | José Pedro Passadore | [ 14 ]                      |
| 2006 | 12 de noviembre      | -                                              | Jorge Mora          | -                    | -                    | [ 15 ]                      |
| 2007 | 11 de noviembre      | F3 Sudamericana                                | Fórmula Vee         | Fórmula Chevrolet    | Fórmula Chevrolet    | [ 16 ] [ 17 ] [ 18 ] [ 19 ] |
| 2007 | 11 de noviembre      | -                                              | Daniel Cabeda       | Gerardo Salaverría   | Gerardo Salaverría   | [ 16 ] [ 17 ] [ 18 ] [ 19 ] |
| 2008 | 9 de noviembre       | -                                              | Fernando Cabeda     | Gabriel Cortizo      | Gabriel Cortizo      | [ 20 ]                      |
| 2009 | 3 y 4 de octubre     | Claudio Cantelli (1) Leonardo Cordeiro (2)     | Fernando Cabeda     | Michell Bonnin       | Michell Bonnin       | [ 21 ] [ 22 ]               |
| 2010 | 2 y 3 de octubre     | Yann Cunha (1) Fabián Machado (2)              | Wilmar Barboza      | Nicolás Collazo      | Nicolás Collazo      | [ 23 ] [ 24 ] [ 25 ] [ 26 ] |
| 2011 | 12 y 13 de noviembre | -                                              | Fernando Cabeda     | -                    | -                    | [ 27 ]                      |
| 2012 | 11 de noviembre      | F3 Sudamericana                                | Fórmula Vee         | Fórmula 4            | Fórmula 4            |                             |
| 2012 | 11 de noviembre      | -                                              | Norberto Verdecchia | Frederick Balbi      | Frederick Balbi      | [ 28 ] [ 29 ]               |

La edición 1995 estaba prevista para el 5 de noviembre, pero se canceló por problemas logísticos.

### Turismos
| Año  | Fecha                | Categorías                             | Categorías         | Categorías          | Fuente                      |
| ---- | -------------------- | -------------------------------------- | ------------------ | ------------------- | --------------------------- |
| 1994 | 19 de marzo          | Turismo 1800                           | Turismo 1800       |                     | [cita requerida]            |
| 1994 | 19 de marzo          | Eduardo Berasain                       |                    |                     | [cita requerida]            |
| 1994 | 20 de noviembre      | ¿?                                     | ¿?                 |                     | [cita requerida]            |
| 1996 | 20 de noviembre      | Alfredo Mariño                         | Alfredo Mariño     |                     | [cita requerida]            |
| 1997 | 19 de octubre        | Superturismo                           | Turismo Libre      |                     | [cita requerida]            |
| 1997 | 19 de octubre        | ¿?                                     | -                  |                     | [cita requerida]            |
| 1998 | 26 de octubre        | ¿?                                     | ¿?                 |                     | [cita requerida]            |
| 1999 | 9 y 10 de octubre    | ¿?                                     | -                  |                     | [cita requerida]            |
| 2000 | 8 de octubre         | Marcelo Bresciani                      | Fabrizio Larratea  |                     | [ 30 ]                      |
| 2001 | 7 de octubre         | Daniel Fresnedo                        | Alejandro Bagnasco |                     | [ 10 ]                      |
| 2002 | 2 y 3 de noviembre   | Superturismo                           | Turismo Libre      | Superescarabajos    | [ 12 ] [ 13 ]               |
| 2002 | 2 y 3 de noviembre   | Federico Mattos (1) Diego Martínez (2) | Diego Pessina      | Pascual Picerno     | [ 12 ] [ 13 ]               |
| 2003 | 4 de mayo            | Alfredo Mariño                         | Diego Pessina      | Gabriel Cortizo     | [ 14 ]                      |
| 2006 | 12 de noviembre      | Jorge Pontet                           | Luis De Luca       | Nicolás Corallo     | [ 15 ]                      |
| 2007 | 11 de noviembre      | Daniel Ferra                           | Carlos Espósito    | Diego De María      | [ 16 ] [ 17 ] [ 18 ] [ 19 ] |
| 2008 | 9 de noviembre       | Fernando Rama                          | Carlos Espósito    | Diego De María      | [ 20 ]                      |
| 2009 | 3 y 4 de octubre     | Guillermo Laguardia                    | Diego Noceti       | Fernando Etchegorry | [ 31 ] [ 32 ] [ 33 ] [ 34 ] |
| 2010 | 2 y 3 de octubre     | Fernando Rama                          | Fernando Rama      | Gustavo Zucco       | [ 35 ] [ 36 ] [ 37 ]        |
| 2011 | 12 y 13 de noviembre | Jorge Pontet                           | Luis de Luca       | Víctor Morales      | [ 38 ] [ 39 ] [ 40 ]        |
| 2012 | 11 de noviembre      | Fernando Rama                          | Marcelo Pessina    | Víctor Hugo Morales | [ 28 ] [ 29 ]               |

## Galería

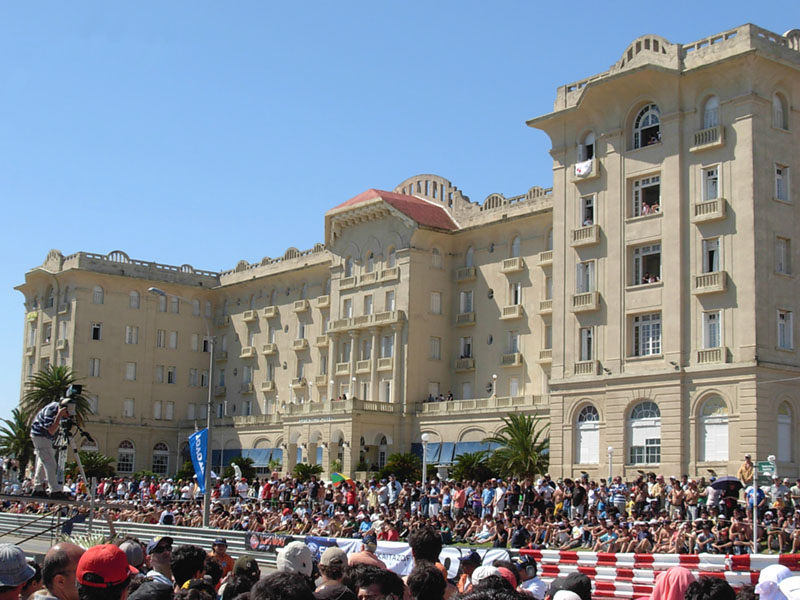
Público delante del Argentino Hotel durante el Gran Premio de Piriápolis de 2008.
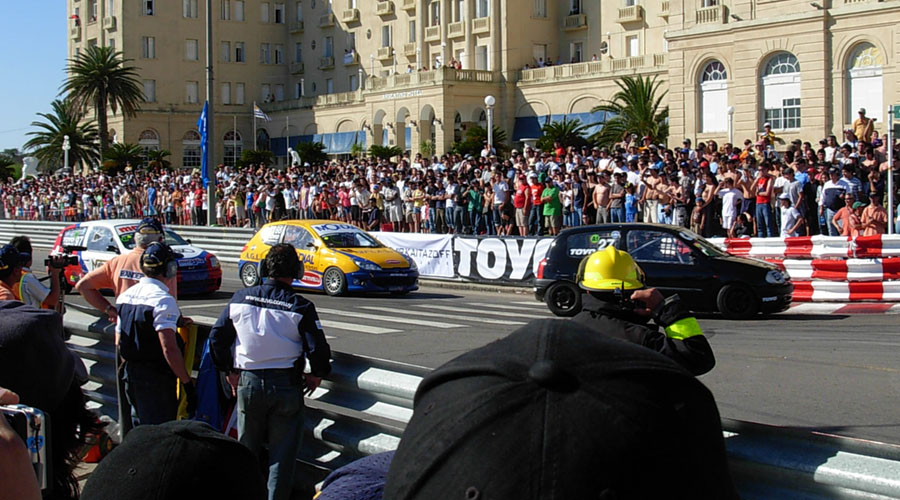
Carrera final del Superturismo en el Gran Premio de Piriápolis de 2008.
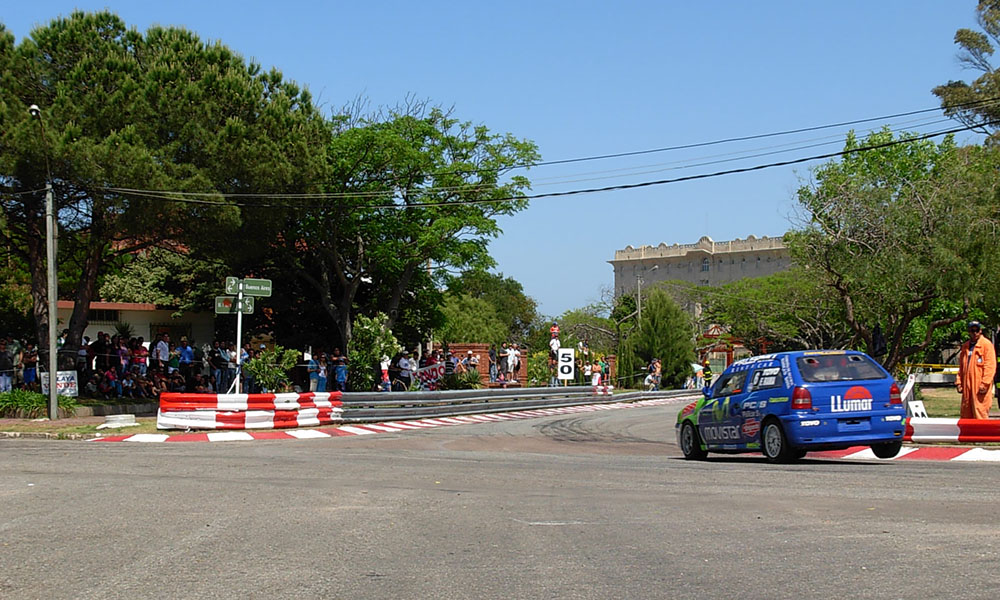
Segunda serie del Superturismo del Gran Premio de Piriápolis de 2008.
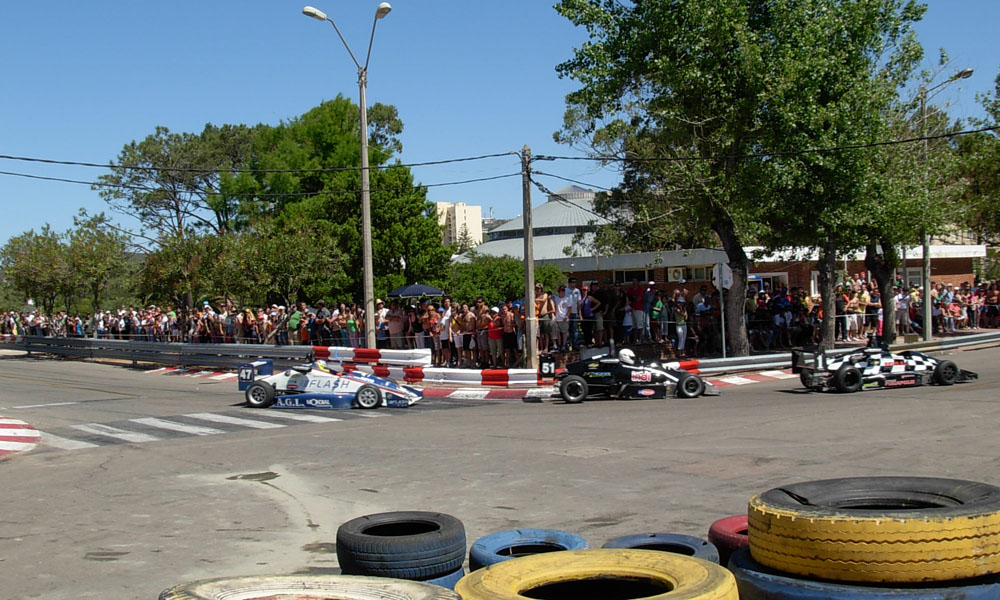
Carrera de la Fórmula Chevrolet del Gran Premio de Piriápolis de 2008.
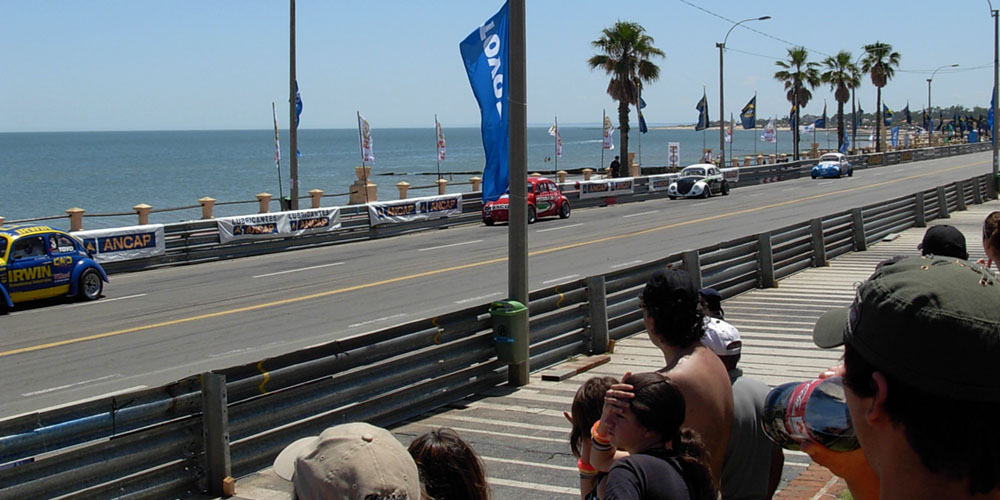
Carrera de los Superescarabajos del Gran Premio de Piriápolis de 2008.